# El Salvador (Misamis Oriental)
El Salvador es un municipio filipino sin categoría (Component), situado en la parte sudeste de la isla de Mindanao. Forma parte de  la provincia de Misamis Oriental. 
Para las elecciones está encuadrado en el Segundo Distrito Electoral.
La ciudad sirve como un lugar de peregrinación para los devotos de la Divina Misericordia, por eso también se conoce como La Ciudad de la Misericordia (The City of Mercy).

## Geografía
Su término linda al norte con la bahía de Macajalar en el mar de Bohol; Ial sur con el municipio de Manticao; al este con el de Opol; y al oeste con los de Alubijid y de Naaguán.

### Barrios
El municipio  de El Salvador se divide, a los efectos administrativos, en 15 barangayes o barrios, conforme a la siguiente relación:
| - Amorós - Bolisong - Bolobolo - San Francisco de Asís de Calongonán | - Cogón - Himaya - Hinigdaán - Kalabaylabay | - Molugán - Población - Quibonbóon - Sambulaguán (Sambulawan) | - Sinaloc - Taytay - Ulalimán |

## Historia
La provincia de Misamis, creada en 1818, formaba parte de la Capitanía General de Filipinas (1520-1898). Estaba dividida en cuatro partidos. El Partido de Misamis comprendía los fuertes de Misamis y de Iligán además de Luculán e Initao.

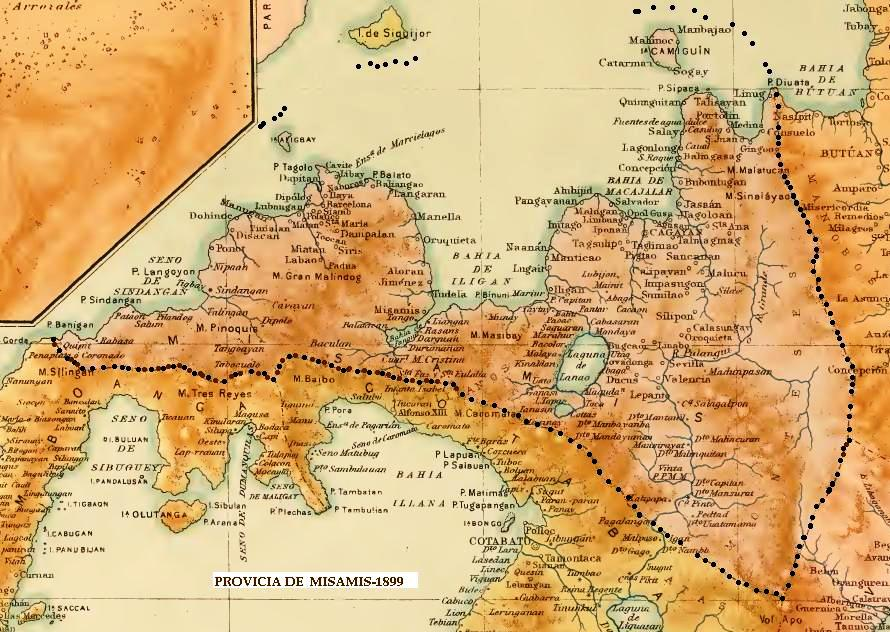
El Distrito 2º de Misamis en 1899.

A finales del siglo XX la isla de Mindanao se hallaba dividida en siete distritos o provincias, uno de los cuales era el Distrito 2º de Misamis, su capital era la villa de Cagayán de Misamis y del mismo dependía la comandancia de Dapitan. Uno de sus pueblos era El Salvador poblado por  6640 alamas, incluyendo sus visitas de Alubijid, Initao y Naauan.
A principios del siglo XX, durante la ocupación estadounidense de Filipinas, El Salvador era un barrio de Cagayán, uno de los 15 municipios que formaban la provincia de Misamis.
El 15 de junio de 1948 fue creado el municipio de El Salvador formado por los barrios de El Salvador y de  Molugán pertenecientes al municipio de Cagayán y los sitios de Sala, Sambulaguánn, Sinaloc, Lagtang, Talaba, Kalabaylabay e Hinigdaan.
El 9 de febrero de 1957 fue creado el distrito municipal de Lourdez formado por parte de los términos de Alubijid, El Salvador, Initao, Manticao y Opol.
El 12 de abril de 2007 el municipio de El Salvador se convierte en la ciudad del mismo nombre (Charter of the City of El Salvador).